# Elezioni comunali nelle Marche del 2023
Le elezioni comunali nelle Marche del 2023 si sono tenute il 14 e il 15 maggio (con ballottaggio il 28 e il 29 maggio).

## Riepilogo sindaci eletti
Coalizione di centro-destra
     Coalizione di centro-sinistra
     Coalizione civica di centro-destra
     Coalizione civica di centro-sinistra
     Coalizione di destra
| Provincia     | Comune              | Popolazione legale (censimento 2023) | Sindaco uscente | Sindaco uscente             | Sindaco eletto | Sindaco eletto               | Primo turno | Primo turno | Secondo turno | Secondo turno | Seggi   |
| Provincia     | Comune              | Popolazione legale (censimento 2023) | Sindaco uscente | Sindaco uscente             | Sindaco eletto | Sindaco eletto               | Voti        | %           | Voti          | %             | Seggi   |
| ------------- | ------------------- | ------------------------------------ | --------------- | --------------------------- | -------------- | ---------------------------- | ----------- | ----------- | ------------- | ------------- | ------- |
| Ancona        | Ancona              | 98 950                               |                 | Valeria Mancinelli (PD)     |                | Daniele Silvetti (FI)        | 19 643      | 45,11       | 21 279        | 51,73         | 20 / 32 |
| Ancona        | Falconara Marittima | 25 579                               |                 | Stefania Signorini (Ind.)   |                | Stefania Signorini (Ind.)    | 5 853       | 51,53       | —             | —             | 10 / 16 |
| Ascoli Piceno | Grottammare         | 15 868                               |                 | Enrico Piergallini (Ind.)   |                | Alessandro Rocchi (Ind.)     | 4 689       | 56,12       | —             | —             | 10 / 16 |
| Fermo         | Porto Sant'Elpidio  | 25 765                               |                 | Nazareno Franchellucci (PD) |                | Massimiliano Ciarpella (FdI) | 5 994       | 49,50       | 7 525         | 71,76         | 10 / 16 |

## Ancona

### Ancona
| Candidati                            | Candidati                   | II turno             | II turno         | I turno | I turno | Liste                        | Voti   | %     | Seggi |
| Candidati                            | Candidati                   | Voti                 | %                | Voti    | %       | Liste                        | Voti   | %     | Seggi |
| ------------------------------------ | --------------------------- | -------------------- | ---------------- | ------- | ------- | ---------------------------- | ------ | ----- | ----- |
|                                      | Daniele Silvetti ✔️ Sindaco | 21 279               | 51,73            | 19 643  | 45,11   | Fratelli d'Italia            | 7 608  | 18,60 | 9     |
| Ancona Protagonista                  | Daniele Silvetti ✔️ Sindaco | 21 279               | 51,73            | 19 643  | 45,11   | 5 287                        | 12,92  | 6     |       |
| Forza Italia - Civici Ancona         | Daniele Silvetti ✔️ Sindaco | 21 279               | 51,73            | 19 643  | 45,11   | 1 592                        | 3,89   | 1     |       |
| Lega                                 | Daniele Silvetti ✔️ Sindaco | 21 279               | 51,73            | 19 643  | 45,11   | 1 198                        | 2,93   | 1     |       |
| Rinasci Ancona                       | Daniele Silvetti ✔️ Sindaco | 21 279               | 51,73            | 19 643  | 45,11   | 1 171                        | 2,86   | 1     |       |
| Civitas Civici Salvi per Ancona      | Daniele Silvetti ✔️ Sindaco | 21 279               | 51,73            | 19 643  | 45,11   | 857                          | 2,09   | 1     |       |
| Unione di Centro                     | Daniele Silvetti ✔️ Sindaco | 21 279               | 51,73            | 19 643  | 45,11   | 653                          | 1,60   | –     |       |
| Totale liste                         | Daniele Silvetti ✔️ Sindaco | 21 279               | 51,73            | 19 643  | 45,11   | 18 366                       | 44,89  | 19    |       |
|                                      | Ida Simonella               | 19 854               | 48,27            | 17 979  | 41,28   | Partito Democratico          | 8 714  | 21,30 | 6     |
| Ancona Futura                        | Ida Simonella               | 19 854               | 48,27            | 17 979  | 41,28   | 3 574                        | 8,74   | 2     |       |
| Ancona Diamoci del Noi               | Ida Simonella               | 19 854               | 48,27            | 17 979  | 41,28   | 2 134                        | 5,22   | 1     |       |
| Riformisti - Azione - Italia Viva    | Ida Simonella               | 19 854               | 48,27            | 17 979  | 41,28   | 1 514                        | 3,70   | 1     |       |
| Centristi x Ancona - Ancona Popolare | Ida Simonella               | 19 854               | 48,27            | 17 979  | 41,28   | 988                          | 2,41   | –     |       |
| Repubblicani per Ancona (PRI - MRE)  | Ida Simonella               | 19 854               | 48,27            | 17 979  | 41,28   | 207                          | 0,51   | –     |       |
| Seggio di coalizione                 | Seggio di coalizione        | Seggio di coalizione | 48,27            | 17 979  | 41,28   | 1                            |        |       |       |
| Totale liste                         | Ida Simonella               | 19 854               | 48,27            | 17 979  | 41,28   | 17 131                       | 41,87  | 10    |       |
|                                      | Francesco Rubini            | Francesco Rubini     | Francesco Rubini | 2 660   | 6,11    | Altra Idea di Città          | 1 847  | 4,51  | –     |
| Ancona Città Aperta                  | Francesco Rubini            | Francesco Rubini     | Francesco Rubini | 2 660   | 6,11    | 502                          | 1,23   | –     |       |
| Seggio di coalizione                 | Seggio di coalizione        | Seggio di coalizione | Francesco Rubini | 2 660   | 6,11    | 1                            |        |       |       |
| Totale liste                         | Francesco Rubini            | Francesco Rubini     | Francesco Rubini | 2 660   | 6,11    | 2 349                        | 5,74   | –     |       |
|                                      | Enrico Sparapani            | Enrico Sparapani     | Enrico Sparapani | 1 584   | 3,64    | Lista 5 Stelle per Sparapani | 1 534  | 3,75  | –     |
|                                      | Marco Battino               | Marco Battino        | Marco Battino    | 948     | 2,18    | Ripartiamo dai Giovani (A)   | 867    | 2,12  | –     |
| Seggio di coalizione                 | Seggio di coalizione        | Seggio di coalizione | Marco Battino    | 948     | 2,18    | 1                            |        |       |       |
|                                      | Roberto Rubegni             | Roberto Rubegni      | Roberto Rubegni  | 735     | 1,69    | Europa Verde per Rubegni     | 666    | 1,63  | –     |
| Totale                               | Totale                      | 41 133               | 100              | 43 549  | 100     |                              | 40 913 | 100   | 32    |
|                                      |                             |                      |                  |         |         |                              |        |       |       |
| Schede bianche                       | Schede bianche              | 257                  | 0,62             | 192     | 0,43    |                              |        |       |       |
| Schede nulle                         | Schede nulle                | 397                  | 0,95             | 626     | 1,41    |                              |        |       |       |
| Votanti                              | Votanti                     | 41 787               | 51,75            | 44 367  | 54,94   |                              |        |       |       |
| Elettori                             | Elettori                    | 80 752               |                  | 80 752  |         |                              |        |       |       |
|                                      |                             |                      |                  |         |         |                              |        |       |       |
| Fonte: Ministero dell'interno        |                             |                      |                  |         |         |                              |        |       |       |

1. ↑  Include candidati di Civici Marche.
2. ↑  Include candidati di +Europa e Articolo Uno.
3. ↑  Lista appoggiata da Partito Comunista Italiano, Potere al Popolo, Sinistra Italiana, Rifondazione Comunista, Unione Popolare e Dipende da Noi.[3]

- La lista contrassegnata con la lettera A è apparentata al secondo turno con il candidato sindaco Daniele Silvetti.

### Falconara Marittima
|                               | Stefania Signorini ✔️ Sindaca | 5 853                | 51,53 | Falconara in Movimento   | 1 841  | 17,39 | 4  |  |  |
| Uniti per Falconara           | Stefania Signorini ✔️ Sindaca | 5 853                | 51,53 | 1 678                    | 15,85  | 3     |    |  |  |
| Direzione Domani              | Stefania Signorini ✔️ Sindaca | 5 853                | 51,53 | 942                      | 8,90   | 2     |    |  |  |
| Falconara 2028                | Stefania Signorini ✔️ Sindaca | 5 853                | 51,53 | 891                      | 8,41   | 1     |    |  |  |
| Totale liste                  | Stefania Signorini ✔️ Sindaca | 5 853                | 51,53 | 5 352                    | 50,54  | 10    |    |  |  |
|                               | Annavittoria Banzi            | 4 196                | 36,94 | Partito Democratico      | 2 299  | 21,71 | 3  |  |  |
| Cittadini in Comune           | Annavittoria Banzi            | 4 196                | 36,94 | 1 006                    | 9,50   | 1     |    |  |  |
| Si Può                        | Annavittoria Banzi            | 4 196                | 36,94 | 379                      | 3,58   | –     |    |  |  |
| Movimento Cinque Stelle       | Annavittoria Banzi            | 4 196                | 36,94 | 360                      | 3,40   | –     |    |  |  |
| Seggio di coalizione          | Seggio di coalizione          | Seggio di coalizione | 36,94 | 1                        |        |       |    |  |  |
| Totale liste                  | Annavittoria Banzi            | 4 196                | 36,94 | 4 044                    | 38,19  | 4     |    |  |  |
|                               | Marco Baldassini              | 763                  | 6,72  | Riformisti per Falconara | 311    | 2,94  | –  |  |  |
| Ancora Falconara Marittima    | Marco Baldassini              | 763                  | 6,72  | 205                      | 1,94   | –     |    |  |  |
| Vola Falconara Marittima      | Marco Baldassini              | 763                  | 6,72  | 181                      | 1,71   | –     |    |  |  |
| Seggio di coalizione          | Seggio di coalizione          | Seggio di coalizione | 6,72  | 1                        |        |       |    |  |  |
| Totale liste                  | Marco Baldassini              | 763                  | 6,72  | 697                      | 6,58   | –     |    |  |  |
|                               | Anna Grasso                   | 547                  | 4,82  | Falconara Libertas       | 495    | 4,67  | –  |  |  |
| Totale                        | Totale                        | 11 359               | 100   |                          | 10 589 | 100   | 16 |  |  |
|                               |                               |                      |       |                          |        |       |    |  |  |
| Schede bianche                | Schede bianche                | 71                   | 0,61  |                          |        |       |    |  |  |
| Schede nulle                  | Schede nulle                  | 222                  | 1,91  |                          |        |       |    |  |  |
| Votanti                       | Votanti                       | 11 652               | 55,70 |                          |        |       |    |  |  |
| Elettori                      | Elettori                      | 20 919               |       |                          |        |       |    |  |  |
|                               |                               |                      |       |                          |        |       |    |  |  |
| Fonte: Ministero dell'interno |                               |                      |       |                          |        |       |    |  |  |

## Ascoli Piceno

### Grottammare
|                               | Alessandro Rocchi ✔️ Sindaco | 4 689                | 56,12 | Solidarietà Partecipazione | 2 794 | 35,77 | 6  |  |  |
| Città in Movimento            | Alessandro Rocchi ✔️ Sindaco | 4 689                | 56,12 | 1 648                      | 21,10 | 4     |    |  |  |
| Totale liste                  | Alessandro Rocchi ✔️ Sindaco | 4 689                | 56,12 | 4 442                      | 56,87 | 10    |    |  |  |
|                               | Marco Sprecacé               | 2 446                | 29,28 | Grottammare c'è            | 1 053 | 13,48 | 2  |  |  |
| Fratelli d'Italia             | Marco Sprecacé               | 2 446                | 29,28 | 834                        | 10,68 | 2     |    |  |  |
| Lega - Forza Italia           | Marco Sprecacé               | 2 446                | 29,28 | 396                        | 5,07  | –     |    |  |  |
| Seggio di coalizione          | Seggio di coalizione         | Seggio di coalizione | 29,28 | 1                          |       |       |    |  |  |
| Totale liste                  | Marco Sprecacé               | 2 446                | 29,28 | 2 283                      | 29,23 | 4     |    |  |  |
|                               | Lorenzo Vesperini            | 1 004                | 12,02 | Città Unica                | 377   | 4,83  | –  |  |  |
| Città Futura                  | Lorenzo Vesperini            | 1 004                | 12,02 | 218                        | 2,79  | –     |    |  |  |
| Senso Civico                  | Lorenzo Vesperini            | 1 004                | 12,02 | 154                        | 1,97  | –     |    |  |  |
| Noi per Grottammare           | Lorenzo Vesperini            | 1 004                | 12,02 | 136                        | 1,74  | –     |    |  |  |
| Seggio di coalizione          | Seggio di coalizione         | Seggio di coalizione | 12,02 | 1                          |       |       |    |  |  |
| Totale liste                  | Lorenzo Vesperini            | 1 004                | 12,02 | 885                        | 11,33 | –     |    |  |  |
|                               | Alessandra Manigrasso        | 216                  | 2,59  | Comunità in Movimento      | 201   | 2,57  | –  |  |  |
| Totale                        | Totale                       | 8 355                | 100   |                            | 7 811 | 100   | 16 |  |  |
|                               |                              |                      |       |                            |       |       |    |  |  |
| Schede bianche                | Schede bianche               | 46                   | 0,54  |                            |       |       |    |  |  |
| Schede nulle                  | Schede nulle                 | 122                  | 1,43  |                            |       |       |    |  |  |
| Votanti                       | Votanti                      | 8 523                | 63,63 |                            |       |       |    |  |  |
| Elettori                      | Elettori                     | 13 394               |       |                            |       |       |    |  |  |
|                               |                              |                      |       |                            |       |       |    |  |  |
| Fonte: Ministero dell'interno |                              |                      |       |                            |       |       |    |  |  |

## Fermo

### Porto Sant'Elpidio
| Candidati                     | Candidati                         | II turno              | II turno              | I turno | I turno | Liste                      | Voti   | %     | Seggi |
| Candidati                     | Candidati                         | Voti                  | %                     | Voti    | %       | Liste                      | Voti   | %     | Seggi |
| ----------------------------- | --------------------------------- | --------------------- | --------------------- | ------- | ------- | -------------------------- | ------ | ----- | ----- |
|                               | Massimiliano Ciarpella ✔️ Sindaco | 7 525                 | 71,76                 | 5 994   | 49,50   | Fratelli d'Italia          | 2 221  | 19,35 | 5     |
| Ciarpella Sindaco             | Massimiliano Ciarpella ✔️ Sindaco | 7 525                 | 71,76                 | 5 994   | 49,50   | 1 660                      | 14,46  | 3     |       |
| Porto Sant'Elpidio si Muove   | Massimiliano Ciarpella ✔️ Sindaco | 7 525                 | 71,76                 | 5 994   | 49,50   | 525                        | 4,57   | 1     |       |
| Porto Sant'Elpidio sul Serio  | Massimiliano Ciarpella ✔️ Sindaco | 7 525                 | 71,76                 | 5 994   | 49,50   | 493                        | 4,29   | 1     |       |
| Progetto Civico               | Massimiliano Ciarpella ✔️ Sindaco | 7 525                 | 71,76                 | 5 994   | 49,50   | 359                        | 3,13   | –     |       |
| Il Centrodestra per PSE       | Massimiliano Ciarpella ✔️ Sindaco | 7 525                 | 71,76                 | 5 994   | 49,50   | 318                        | 2,77   | –     |       |
| Unione di Centro              | Massimiliano Ciarpella ✔️ Sindaco | 7 525                 | 71,76                 | 5 994   | 49,50   | 196                        | 1,71   | –     |       |
| Totale liste                  | Massimiliano Ciarpella ✔️ Sindaco | 7 525                 | 71,76                 | 5 994   | 49,50   | 5 772                      | 50,28  | 10    |       |
|                               | Paolo Petrini                     | 2 962                 | 28,24                 | 3 366   | 27,80   | Partito Democratico        | 2 335  | 20,34 | 2     |
| Paolo Petrini Sindaco         | Paolo Petrini                     | 2 962                 | 28,24                 | 3 366   | 27,80   | 423                        | 3,68   | –     |       |
| Civico Impegno                | Paolo Petrini                     | 2 962                 | 28,24                 | 3 366   | 27,80   | 271                        | 2,36   | –     |       |
| PSE Tradizione e Futuro       | Paolo Petrini                     | 2 962                 | 28,24                 | 3 366   | 27,80   | 163                        | 1,42   | –     |       |
| Seggio di coalizione          | Seggio di coalizione              | Seggio di coalizione  | 28,24                 | 3 366   | 27,80   | 1                          |        |       |       |
| Totale liste                  | Paolo Petrini                     | 2 962                 | 28,24                 | 3 366   | 27,80   | 3 192                      | 27,80  | 2     |       |
|                               | Gian Vittorio Battilà             | Gian Vittorio Battilà | Gian Vittorio Battilà | 2 750   | 22,71   | Laboratorio Civico Arancio | 711    | 6,19  | 1     |
| Forza Italia                  | Gian Vittorio Battilà             | Gian Vittorio Battilà | Gian Vittorio Battilà | 2 750   | 22,71   | 594                        | 5,17   | 1     |       |
| Lega                          | Gian Vittorio Battilà             | Gian Vittorio Battilà | Gian Vittorio Battilà | 2 750   | 22,71   | 348                        | 3,03   | –     |       |
| PSE Senza Fili                | Gian Vittorio Battilà             | Gian Vittorio Battilà | Gian Vittorio Battilà | 2 750   | 22,71   | 342                        | 2,98   | –     |       |
| Città e Futuro                | Gian Vittorio Battilà             | Gian Vittorio Battilà | Gian Vittorio Battilà | 2 750   | 22,71   | 293                        | 2,55   | –     |       |
| PSE Laboratorio Civico        | Gian Vittorio Battilà             | Gian Vittorio Battilà | Gian Vittorio Battilà | 2 750   | 22,71   | 131                        | 1,14   | –     |       |
| Civici Civitas                | Gian Vittorio Battilà             | Gian Vittorio Battilà | Gian Vittorio Battilà | 2 750   | 22,71   | 97                         | 0,84   | –     |       |
| Seggio di coalizione          | Seggio di coalizione              | Seggio di coalizione  | Gian Vittorio Battilà | 2 750   | 22,71   | 1                          |        |       |       |
| Totale liste                  | Gian Vittorio Battilà             | Gian Vittorio Battilà | Gian Vittorio Battilà | 2 750   | 22,71   | 2 516                      | 21,92  | 2     |       |
| Totale                        | Totale                            | 10 487                | 100                   | 12 110  | 100     |                            | 11 480 | 100   | 16    |
|                               |                                   |                       |                       |         |         |                            |        |       |       |
| Schede bianche                | Schede bianche                    | 85                    | 0,80                  | 122     | 0,98    |                            |        |       |       |
| Schede nulle                  | Schede nulle                      | 113                   | 1,06                  | 253     | 2,03    |                            |        |       |       |
| Votanti                       | Votanti                           | 10 685                | 53,22                 | 12 485  | 62,19   |                            |        |       |       |
| Elettori                      | Elettori                          | 20 076                |                       | 20 076  |         |                            |        |       |       |
|                               |                                   |                       |                       |         |         |                            |        |       |       |
| Fonte: Ministero dell'interno |                                   |                       |                       |         |         |                            |        |       |       |